# Edith Piaf: Szerelem nélkül mit sem ér az élet
Az Edith Piaf: szerelem nélkül mit sem ér az élet (eredeti francia címén Edith Piaf: sans amour on n'est rien du tout) Marianne Lamour által, 2003-ban bemutatott francia dokumentumfilm, amely Édith Piaf életét mutatja be.

## Bemutatók
- 2003  Franciaország (Edith Piaf: sans amour on n'est rien du tout)
- 2003  Németország (Edith Piaf: ohne liebe ist man nichts)
- 2004  Magyarország (Edith Piaf: szerelem nélkül mit sem ér az élet)